# Nấm Malta
Nấm Malta, ngón tay đỏ, ngón tay sa mạc, tarthuth (tiếng Bedouin) (danh pháp khoa học: Cynomorium coccineum) là một loài thực vật có hoa lâu năm toàn ký sinh trong họ Cynomoriaceae. Loài này được Linnaeus miêu tả khoa học đầu tiên năm 1753.

## Phân bố
Cynomorium coccineum được tìm thấy trong khu vực Địa Trung Hải, từ Lanzarote trong quần đảo Canary và Mauritanie qua Tunisia và Bahrain ở phía nam; Tây Ban Nha, Bồ Đào Nha, nam Italia, Sardinia, Sicily, Gozo, Malta và Đông Địa Trung Hải. Phạm vi phân bố của nó kéo dài vè phía đông tới Afghanistan, Ả Rập Xê Út và Iran.
Cynomorium songaricum đôi khi được coi là một phân loài của Cynomorium coccineum với danh pháp Cynomorium coccineum var. songaricum tìm thấy ở Trung Á và Mông Cổ, nơi nó mọc ở những độ cao lớn. Nó được gọi là "tỏa dương" (锁阳, suo yang) ở Trung Quốc, nơi người ta tích cực thu hái nó để sử dụng trong y học dân gian để điều trị một số bệnh như hội chứng Koro và mộng tinh

## Thành phần hoạt tính
Cynomorium chứa các glycozit anthocyanic, saponin triterpenoid và lignan.
Cynomorium coccineum tìm thấy tại Sardinia có chứa axit gallic và cyanidin-3-O-glucoside như là các thành phần chính.